# Silnice I/71 (Slovensko)
Silnice I. třídy 71 (I/71) je silnice I. třídy na Slovensku vedoucí z Lučence přes Fiľakovo do Maďarska. Její celková délka je 26,313 km.

## Průběh
Začátek I/71 se nachází v Lučenci na křižovatce s I/16, odkud pokračuje na jih křižovatkami s III/2655, III/2668, III/2652, III/2669. V následujícím Fiľakově se kříží s II/571, III/2673 a III/2674, v obci Radzovce s III/2653, následuje křižovatka s III/2657 a silniční komunikace končí na hraničním přechodu Šiatorská Bukovinka do Maďarska, kde pokračuje jako státní silnice 21.

## Historie
Od roku 1950 vedla silnice I/71 z Lučence do obce Rároš (místní část obce Trenč), kde měla podle původních plánů pokračovat do Maďarska směrem na město Szécsény. V letech 1946 až 1950 byla tato trasa silnicí II. třídy s číslem II/528. Protože hraniční přechod Rároš/Rárospuszta se kvůli chybějícímu mostu nikdy nevybudoval (most byl dokončen až v roce 2011), byla v 90. letech trasa silnice I/71 přeložena ve směru z Lučence přes Fiľakovo (překategorizováním části silnice II/571) na hraniční přechod v Šiatorské Bukovince do Maďarska, kde pokračuje do města Salgótarján. Původní trasa silnice I/71 byla překategorizovaná na silnici II/585, dohromady s tehdejší silnicí II/565 Pôtor - Dolná Strehová - Rároš.